# Cervicorniphora
Cervicorniphora (лат.) — род мух-журчалок из подсемейства Microdontinae (Syrphidae). Австралия.

## Описание
Мелкие широкотелые мухи, длина тела 8 мм. Усики относительно длинные (базофлагелломер развдоенный). Голова шире груди. Лицо в профиль выпуклое, вертекс в профил выпуклый. Антенны длиннее расстояния между усиковой ямкой и передним краем рта. Постпронотум с щетинками. Брюшко овальное. Глаза самцов разделённые на вершине (дихоптические). Крыловая жилка R2+3 сильно изогнута в базальной части. Некоторые авторы рассматривают таксон Cervicorniphora в качестве подрода в составе крупного рода Муравьиные журчалки (Microdon). Таксон был впервые описан в 1945 году американским диптерологом Фрэнком Халлом (1901—1982).